# Cratere Domovoy
Domovoy è un cratere sulla superficie di Ariel.